# Suzuki SX4
A Suzuki SX4 egy alsó-középkategóriás autó (crossover), amelyet a japán Suzuki és az olasz Fiat közösen fejlesztett ki. A ferdehátú és szedán változatban, elsőkerék- vagy összkerékhajtással rendelhető első generációt 2006 és 2014 között gyártották. 2013 megjelent a második generáció, mely a Suzuki SX4 S-Cross nevet kapta, és már csak crossover változatban készül, szedán karosszériával nem kapható. 2014-ig a két generáció egyaránt kapható volt a márkakereskedésekben. A lépcsős hátú SX4 közvetlen utódja egyes piacokon a Maruti Suzuki Ciaz lett.

## Története
Az első generációs SX4-et egyes európai piacokon Fiat Sedici néven árulták, bizonyos ázsiai országokban pedig Maruti Suzuki SX4-ként. A formatervet a Giorgetto Giugiaro által alapított Italdesign Giugiaro készítette. Bár a Suzuki eredetileg csak az európai országokban szerette volna értékesíteni a modellt, végül számos más piacon is megjelent, többek között az Amerikai Egyesült Államokban is. A második generációt az elsőhöz hasonlóan Európában kizárólag a Magyar Suzuki Zrt. gyártja.

## Az első generáció (2006–2014)
Az SX4 bemutatásával a Suzuki továbbvitte a kisterepjárók és szabadidő-autók piacán őrzött hagyományait, melyet korábban az SJ-vel, a Jimnyvel és a Vitarával megalapozott. A Giorgetto Giugiaro által tervezett és a Lianát leváltani hivatott autót Japánban 2005. december 1-jén mutatták be, nemzetközileg pedig a 2006-os genfi autószalonon. Az SX4 név a "Sports X-over 4 all seasons" (sport crossover minden évszakra) kifejezés rövidítése. A név korábban "SX/4" formátumban már feltűnt, az American Motors Corporation által gyártott AMC Eagle sportos szabadidő-autó kétajtós ferde hátú változatával kapcsolatban.
Bár a modell eredetileg csak Európában került volna értékesítésre, végül több kontinensre is eljutott, és a legtöbb országban elérhető volt, ahol a Suzuki rendelkezett márkakereskedéssel. Az Európában eladott változatokat a Magyar Suzuki Zrt. gyártotta Esztergomban, emellett Sizuokában, Japánban, Csungkingben, Kínában és Maneszarban, Indiában is készültek első generációs SX4-ek. A sorozatgyártás elindításakor a Magyar Suzuki azt a célt tűzte ki, hogy 60 ezer darabot fog elkészíteni évente, melyek kétharmada Suzuki, a maradék pedig Fiat márkanév (Sedici) alatt kerül majd a piacokra. Indonéziában eleinte Japánból importált darabokat adtak el, de a váratlanul magas kereslet miatt 2007-ben ott is elindult az összeszerelés. A saját összeszerelésű darabok az addigiakkal ellentétben négy tárcsaféket és informatívabb kijelzőket kaptak.
A motorkínálat alján egy a Suzuki Swiftből már ismert 1,5 literes benzinmotor kapott helyet. Ezt követte egy változó szelepvezérlésű (VVT) 1,6 literes, 101 lóerős (75 kW) benzines, valamint egy újabb, szintén 1,6 literes VVT, 106 lóerővel (79 kW), melyet a Grand Vitarában is használtak. Az 1,9 és 2,0 literes dízelmotorok a Fiattól származtak.
2007-ben a New York-i Autószalonon bemutatásra került az SX4 Sport nevű szedán karosszériaváltozat, mely Japánban, Indiában és néhány kelet-európai országban, köztük Magyarországon került értékesítésre. Ezt a Suzuki a Liana szedán és a Daewoo alapú Forenza utódjának szánta.
2010-ben megjelent egy új 1,6 literes, dupla vezérműtengelyes és egy 2,0 literes, szintén dupla vezérműtengelyes benzinmotor, valamint egy szintén átdolgozott 2,0 literes DDiS dízel. Az 1,6 literes erőforrás immár megfelelt az Euro 5-ös kibocsátási normáknak és teljesítménye is megnőtt, 107-ről 120 lóerőre. Ugyanebben az évben az autó külseje és beltere is megújult, többek között új hűtőrácsot, hátsólámpákat és műszeregységet kapva. A kocsit innentől kezdve négy tárcsafékkel, hat légzsákkal, ABS-szel, tempomattal és ESP-vel szerelték. A gyártás Japánban 2014 márciusában fejeződött be.

### Az SX4 az Egyesült Államokban
Az Amerikai Egyesült Államokban 2006-ban jelent meg az SX4, 2007-es modellként, mint a Suzuki belépő szintű összkerékhajtású modellje. Az európai változatokhoz képest az egyik legfontosabb különbség az volt, hogy az összkerékhajtás az alapcsomag része volt (Észak-Amerikában csak Kanadában volt elérhető az elsőkerék-meghajtású változat), és kizárólag a 2,0 literes, J20A kódú, 143 lóerős (107 kW), láncos vezérlésű motorral volt kapható.
Az összkerékhajtás mellett az amerikai változat alapárába beletartozott még a központi zár, az elektromos ablakok és tükrök, az MP3 lejátszásra is alkalmas CD-lejátszó és a kulcs nélküli nyitás. Az ABS, az ASR, az ESP és a ködlámpák viszont már csak a feláras Touring csomaghoz jártak. 2009-ben az Amerikai Egyesült Államokban is megjelent a szedán változat, ami csak elsőkerék-meghajtással volt elérhető. Az összkerékhajtástól eltekintve ugyanazok a felszerelések jártak hozzá, mint a ferde hátúhoz.

### Motorok
| Modell         | Hengerűrtartalom | Hengerek      | Teljesítmény              | Nyomaték         | Végsebesség   | Fogyasztás    | Évek          |
| Benzinmotorok  | Benzinmotorok    | Benzinmotorok | Benzinmotorok             | Benzinmotorok    | Benzinmotorok | Benzinmotorok | Benzinmotorok |
| -------------- | ---------------- | ------------- | ------------------------- | ---------------- | ------------- | ------------- | ------------- |
| 1.5 2WD        | 1490 cm³         | 4             | 98 LE (83 kW) @5600 rpm   | 133 Nm @4000 rpm | 175 km/h      | 7,1 l/100 km  | 2006–2009     |
| 1.6 VVT 2WD    | 1586 cm³         | 4             | 106 LE (79 kW) @5600 rpm  | 147 Nm @4000 rpm | 180 km/h      | 6,8 l/100 km  | 2006–2009     |
| 1.6 VVT i-AWD  | 1586 cm³         | 4             | 106 LE (79 kW) @5600 rpm  | 147 Nm @4000 rpm | 170 km/h      | 7,1 l/100 km  | 2006–2009     |
| 1.6 VVT 2WD    | 1586 cm³         | 4             | 118 LE (88 kW) @6000 rpm  | 156 Nm @4400 rpm | 185 km/h      | 6,2 l/100 km  | 2009 után     |
| 1.6 VVT i-AWD  | 1586 cm³         | 4             | 118 LE (88 kW) @6000 rpm  | 156 Nm @4400 rpm | 175 km/h      | 6,5 l/100 km  | 2009 után     |
| 2.0 VVT 2WD    | 1995 cm³         | 4             | 150 LE (112 kW) @6200 rpm | 190 Nm @4000 rpm | 195 km/h      | 7,3 l/100 km  | 2010 után     |
| 2.0 VVT i-AWD  | 1995 cm³         | 4             | 150 LE (112 kW) @6200 rpm | 190 Nm @4000 rpm | 184 km/h      | 7,6 l/100 km  | 2010 után     |
| Dízelmotorok   |                  |               |                           |                  |               |               |               |
| 1.6 DDiS 2WD   | 1560 cm³         | 4             | 89 LE (66 kW) @4000 rpm   | 215 Nm @1750 rpm | 170 km/h      | 6,4 l/100 km  | 2007–2008     |
| 1.9 DDiS 2WD   | 1910 cm³         | 4             | 118 LE (88 kW) @3500 rpm  | 280 Nm @2000 rpm | 190 km/h      | 6,3 l/100 km  | 2006–2009     |
| 1.9 DDiS i-AWD | 1910 cm³         | 4             | 118 LE (88 kW) @3500 rpm  | 280 Nm @2000 rpm | 180 km/h      | 6,6 l/100 km  | 2006–2009     |
| 2.0 DDiS 2WD   | 1956 cm³         | 4             | 133 LE (99 kW) @4000 rpm  | 320 Nm @1500 rpm | 190 km/h      | 4,9 l/100 km  | 2009 után     |
| 2.0 DDiS i-AWD | 1956 cm³         | 4             | 133 LE (99 kW) @4000 rpm  | 320 Nm @1500 rpm | 180 km/h      | 5,5 l/100 km  | 2009 után     |

### Maruti változat
Az indiai Maruti Suzuki 2007-ben kezdte el gyártani az SX4 szedán változatát, mely csak apró külsőségekben tért el a máshol gyártott daraboktól. Eleinte az 1,6 literes benzinmotor változó szelepvezérlés nélküli változatával szerelték őket, mely 101 lóerős (75 kW) teljesítmény és 140 Nm-es nyomaték leadására volt képes. Később a változó szelepvezérlést is megkapták ezek a motorok. 2010 augusztusában a Maruti bemutatott egy saját fejlesztésű gázszettet, mely gyárilag beszereltethető volt az autóba. 2011 februárjában tovább bővült a motorkínálat az 1,3 literes, változó geometriájú turbófeltöltővel szerelt dízellel. Ilyen motorok a Fiat Lineába és a Puntóba is kerültek.

### SX4-FCV
Az SX4-FCV egy 2008-ban bemutatott tanulmányautó volt, melyben egy 80 kW-os hidrogéncellás és egy 68 kW-os elektromos motor kapott helyet. Végsebessége 150 km/h, hatótávolsága 250 km volt.

### Motorsport
A 2007-es Genfi Autószalonon a Suzuki bejelentette, hogy gyári ralicsapata az SX4 WRC változatával részt fog venni a Rali-világbajnokságon. A kifejlesztett versenyautó összkerékmeghajtású volt és a J20-as kódú, 2,0 literes motor továbbfejlesztett változata került bele, 320 lóerővel (239 kW) és 590 Nm-es nyomatékkal. A világbajnokság időrendjének változásai miatt azonban csak a 2008-as szezonban tudott elindulni vele a csapat, így a 2007-es évet további fejlesztésekre és tesztelésre használták fel. Ebben az időszakban a kocsi két hivatalos versenyen indult el, a Rallye de France-on, ahol 31. lett, illetve a Rally GB-n, ahol a 27. helyet szerezte meg. A 2008-as idény első versenyén, a Monte-Carlo-ralin a Per-Gunnar Andersson vezette SX4 WRC a 8. helyen zárt.
A Suzuki a Pikes Peak International Hill Climbra is készítette egy speciális változatot, mely a Suzuki SX4 Hill Climb Special nevet kapta. Ebbe egy 3,1 literes, V6-os, ikerturbós motor került, mely 910 lóerős (679 kW) teljesítményre volt képes és 890 Nm-es nyomatékkal rendelkezett. Tadzsima Nobuhiro vezette, aki három éven át folyamatosan megnyerte vele a versenyt, a legjobb ideje 9:51.278 volt.

## A második generáció (2013–2021)

### Az első fázis (2013–2017)
A 2012 szeptemberében rendezett Párizsi Autószalonon a Suzuki bemutatott egy futurisztikus formatervezésű crossover prototípust, S-Cross néven. Akkoriban a gyár azt mondta, hogy ez egy önálló modell lesz és nem az akkor még gyártott első generációs SX4-et fogja leváltani.
2013-ban végül a Suzuki bemutatta a bizonyos elemeiben az S-Cross tanulmányautóra épülő SX4 S-Crosst a [Genfi Autószalonon, melyet már valóban az SX4 utódjának szánt. Az új modell szinte minden tekintetben nagyobb lett, mind a hosszát, szélességét, tengelytávját és a súlyát figyelembe véve. Ez nagyban hozzájárult ahhoz, hogy a csomagtér az előd által kínált 270 literről 430 literre nőtt. Az SX4 S-Crosst elsőként Esztergomban, a Magyar Suzukinál kezdték el gyártani, egy ideig az első generációs modellekkel párhuzamosan.
Európában 2013 őszétől vált megvásárolhatóvá az autó, 1,6 literes benzines vagy ugyanekkora Fiat Multijet dízelmotorral, manuális vagy CVT sebességváltóval. Ebből a modellből már nem készül Fiat emblémás változat, mivel az olasz gyár leváltotta a Sedicit az 500X-re.
Ez a generáció már nem kapható az amerikai és kanadai piacokon, mivel a Suzuki kivonult ezekből az országokból, Mexikóban és Brazíliában azonban meg lehet vásárolni az S-Crosst. Indiában 2015-ben kezdődött meg a gyártás és az értékesítés.

### A második fázis (2017–jelen)
A második generáció 2017-ben kapott egy faceliftet. Nagy változáson esett átt az autó orra, de a hátulja is változott. A motor kínálat nagyban átalakult. Az 1.6-os szívómotort kidobták. Viszonylag rövid ideig még kapható volt a Fiat eredetű 1.6 literes dízellel is vásárolni, de aztán követték a kínálatból. Két új benzinmotor kapott helyet a listán: Egy 1.0 literes, 111 lóerős, 3 hengeres turbómotor, 6 fokozatú kézi váltóval. Sokan nem tudják, de az egyliteres motorban is van részecskeszűrő. A másik motor az 1.4 literes, 140 lóerős, 4 hengeres turbómotor, 6 fokozatú manuális, vagy szintén 6 fokozatú automata váltóval. Egyébként összkerékhajtással is kérhető. 2020 elején érkezett a 48 voltos mild hybrid rendszer az 1.4T motorba. A hybrid rendszer megérkezésével együtt kiment a kínálatból az egyliteres motor, az 1.4T pedig 11 lóerővel gyengült, azaz 140-ről 129 lóerős lett, de a nyomaték nőtt.

## A harmadik generáció (2021–jelen)
A Suzuki 2021. november 25-én online bemutatta a harmadik generációs SX4 S-Cross modellt. Továbbra is a Magyar Suzuki gyártja Magyarországon az európai piacra. Az autó továbbra is az előző generációs modellre épül, külsejét jelentős átalakításokkal, új elülső és hátsó kialakítással. A belső térben új műszerfal-kialakítást, mérőműszercsoportot kapott a Vitara 4,2 hüvelykes LCD multi-info kijelzőjével és egy lebegő dizájnú érintőképernyős infotainment rendszerrel. A vezetőtámogató rendszert további 360 fokos látókamerával, holttérfigyelővel és hátsó keresztirányú forgalomra figyelmeztető rendszerrel is frissítették. A külső méretek és a belső tér teljesen megegyezik az előző generációéval.
A turbófeltöltéses, 1,4 literes közvetlen befecskendezéses motor szíjhajtású 48 V-os integrált indítógenerátorral (ISG) lágy hibrid rendszerrel szintén átkerült a korábbi modellből az európai piacra. A 129 LE (127 LE; 95 kW) névleges motor és 235 N⋅m (173 lb⋅ft; 24 kg⋅m) nyomaték, az elektromos motor 13,6 LE (13 LE; 10 kW) és 53 N⋅m. (39 lb⋅ft; 5 kg⋅m) nyomaték. Hatsebességes kézi vagy automata sebességváltóval párosul, és elérhető első- vagy összkerék-hajtású konfigurációkhoz is. Erős hibrid változat motorgenerátoregységgel (MGU) és automata kézi sebességváltóval, „Auto Gear Shift (AGS)”, várhatóan 2022-ben érkezik.

## Fordítás
Ez a szócikk részben vagy egészben  a   Suzuki SX4 című angol Wikipédia-szócikk fordításán alapul.  Az eredeti cikk szerkesztőit annak laptörténete sorolja fel. Ez a jelzés csupán a megfogalmazás eredetét és a szerzői jogokat jelzi, nem szolgál a cikkben szereplő információk forrásmegjelöléseként.